# 玉方実戦初形
| 9  | 8  | 7  | 6  | 5  | 4  | 3  | 2  | 1  |    |
| 香 | 桂 | 銀 | 金 | 王 | 金 | 銀 | 桂 | 香 | 一 |
| 金 | 飛 |    |    |    |    |    | 角 |    | 二 |
| 歩 | 歩 | 歩 | 歩 | 歩 | 歩 | 歩 | 歩 | 歩 | 三 |
|    |    |    | 龍 |    |    |    | 銀 |    | 四 |
|    | 歩 |    |    | 桂 |    | 香 | 歩 |    | 五 |
|    |    |    |    |    | 歩 |    |    |    | 六 |
|    | 角 |    |    |    |    |    |    |    | 七 |
|    |    |    | 歩 |    |    |    |    | 金 | 八 |
|    |    |    |    |    |    |    | 香 |    | 九 |

玉方実戦初形（ぎょくがたじっせんしょけい）とは玉方の駒が実戦初期状態で盤上に配置されている詰将棋の総称である。

## 概要
内藤國雄が作成したものが最初に知られている。
内藤は伊藤看寿の詰将棋集『将棋図巧』を読み、その素晴らしさに感激したものの、97番については1一香から9一香まで一段目の駒を置くことだけをまず決めたが、全ての駒に意味を持たせるという意味で20枚全てを置くことは無理と考えたとされ、また意外に手こずった跡が見られ、神様の作品としては物足りないと感じたという。
内藤は副業で歌手としてレコードを出して、全国を宣伝して回る際に、暇な時間である乗り物の移動の際に玉方実戦初形の作成に取り組むことになった。
角の方に玉を追うと飛車の利きが強くて攻めにくいので、初手を「5三飛成」とした後に二手目を「5二金右」とさせてまず飛車を取ることにした。これで「9一香」と「9三歩」の意味付けができた。
21手目の「5四角」からの手番の変化が本題の難所である。手番の変化において「6二歩」を二歩で打たせないように「6八歩」を配置させることとなった。「6八歩」を「6七歩」とすると、21手目を「5四角」とするところを「7二桂成」とする途中変化図において「6二飛」と打った後でさらに手番が進んだ後でこの飛車を「6六飛成」とすることで早詰が成立してしまうので、それを避けるためであった。
43手目に「2三馬」として、「1一香」に意味を持たせた（「1一香」がないと、手番が進んだ後で1一玉に逃げる変化が出て不詰めとなる）。
内藤が頭の中でこの詰将棋を完成させたのは、1981年2月5日の歌手の宣伝からの帰りの新幹線(ひかり)で途中にある姫路駅であったという。
最終的に71手詰となる作品となった。
この作品は『東京新聞』『中日新聞』『神戸新聞』において1981年3月8日に発表された。